# Celestino Petray
Celestino Petray (n. Buenos Aires, Argentina; 1870 - f. ibídem, 1926) fue un distinguido primer actor cómico de cine y teatro argentino.

## Carrera
Celestino Petray, estuvo vinculado a la escena criolla desde sus albores, cuando surge el teatro nacional. Actuó desde su infancia al lado de su padre y tíos en las primeras obras, luego integró el elenco de actores niños al lado de la primera actriz española Lola Membrives, e hizo de gaucho en una obra de Nemesio Trejo. También trabajó con elencos de zarzuelas y compañías italianas. Sus hermanos fueron los actores cirsenses Alcides Petray y Antonio Petray, y su sobrino José Pepito Petray (hijo de Alcides).
Siendo uno de los iniciadores del teatro autóctono, demostró sus cualidades interpretativas en la pantalla grande, donde compartió escenas con primerísimas figuras como Carlos Gardel, Ilde Pirovano, Orfilia Rico, María Padín, Julio Scarcella, Silvia Parodi, entre otros.
En teatro incursionó en el circo criollo formando su propia compañía familiar con su sobrino, que casualmente era los rivales de los Podestá. Posteriormente con la Compañía de José Podestá, brilló con el cómico personaje de "Franchisque Cocoliche", en la obra Juan Moreira (1886), debido a su una gran facilidad para imitar a los tanos acriollados, lo que permitió usar el cocoliche como un lenguaje particular utilizado en varias obras de la época. En este elenco también estaban Antonio Podestá, María Podestá y Jerónimo Podestá, con quienes hizo una obra en Teatro Rivadavia en 1902. Con esta obra en 1909 hizo una gira por España, presentándose en Barcelona y Madrid.
Entre sus innumerables actuaciones en teatro se encuentran:
- La señorita del cura (1883) junto a Antonio P., Blanca Podestá y Salvador Rosich, en el papel del "Cura Papagna".
- Cobarde (1894), dirigida por Joaquín Fontanella, y estrenado en el Nuevo Pabellón Podestá-Scotti de Montevideo.[4]
- Don Juan Manuel (1905), con Antonio D. Podestá, Hebe Podestá, José J. Podestá, C. Mascini, Pablo Podestá, Juan Vicente Podestá, Arturo de Nava, H. Zurlo, J. Petra y María Esther Podestá.
- Buenos amigos.
- La flor del trigo (1909).

## Filmografía
- 1915: Nobleza gaucha.
- 1917: Flor de durazno, de Hugo Wast.
- 1919: La loba.[5]